# Peter Hartmann (Jurist)
Peter Hartmann (* 22. April 1934; † 25. Januar 2023) war ein deutscher Amtsrichter und Verfasser von Gesetzeskommentaren. Er wurde in den 1980er Jahren durch mehrere Aufsehen erregende Fälle von Selbstjustiz bekannt.

## Berufliche und schriftstellerische Tätigkeit
Hartmann studierte Rechtswissenschaften und Musikwissenschaften. In beiden Fächern promovierte er. Von 1968 bis 1999 war er als Richter am Amtsgericht Lübeck tätig.
Ab 1973 arbeitete Hartmann an dem von Adolf Baumbach begründeten Kommentar zur Zivilprozessordnung mit, ab 1977 an dem ebenfalls von Baumbach begründeten Kommentar zu den Kostengesetzen. Danach war Hartmann alleiniger Autor der Werke. Daneben verfasste Hartmann juristische Ratgeberliteratur.
Hartmann lebte in Lübeck.

## Selbstjustiz
Anfang der 1980er Jahre wurde Hartmann wegen mehrerer Fälle von Selbstjustiz einer breiten Öffentlichkeit bekannt. So hielt Hartmann einen seiner Ansicht nach die falsche Fahrspur benutzenden Omnibus der Stadtwerke Lübeck in einer Weise an, die den Fahrer zu einer Notbremsung zwang, wodurch zwei Fahrgäste verletzt wurden. Außerdem ohrfeigte Hartmann mehrfach Jugendliche, die sich seiner Ansicht nach falsch verhalten hatten – etwa an einer vielbefahrenen Straße auf dem Gehweg Fahrrad gefahren waren – und beschimpfte einen Polizeibeamten als „dummen Wachtmeister“.  Für Diskussionen in der Öffentlichkeit sorgte dabei der Umstand, dass ein Strafverfahren gegen Hartmann eingestellt wurde, obwohl es in einem vergleichbaren Fall zu einer Verurteilung gekommen war. In einem anderen Verfahren wurde Hartmann wegen Körperverletzung verurteilt.
Wegen dieser Vorfälle bezeichnete Gerhard Mauz Hartmann im Nachrichtenmagazin Der Spiegel als Standgericht auf zwei Beinen.

## Schriften
- ABC des Rechts. Goldmann, München 1971, ISBN 3-442-02418-8.
- Einführung in die Rechtskunde. 2. Auflage. Goldmann, München 1972, ISBN 3-442-08302-8.
- Deine Rechte als Kraftfahrer. 2. Auflage. Goldmann, München 1972, ISBN 3-442-08301-X.
- Die stille Gesellschaft. 2. Auflage. Haufe, Freiburg im Breisgau 1974, ISBN 3-448-00393-X.
- Der Verkehrsunfall. 5. Auflage. dtv, München 1991, ISBN 3-423-05083-7 (Beck-Rechtsberater 5083).
- Kostengesetze (= Beck’sche Kurz-Kommentare. Band 2). 40. Auflage. Beck, München 2010, ISBN 978-3-406-60135-4.
- mit Adolf Baumbach, Wolfgang Lauterbach, Jan Albers: Zivilprozessordnung (= Beck´sche Kurz-Kommentare. Band 1). Ab der 68. Auflage. Beck, München 2010, ISBN 978-3-406-59673-5 (allein bearbeitet von Peter Hartmann).